# Trichosanthes laceribractea
Trichosanthes laceribractea là một loài thực vật có hoa trong họ Cucurbitaceae. Loài này được Hayata miêu tả khoa học đầu tiên năm 1911.